# Hannibal Germanus von Schmertzing
Hannibal Germanus von Schmertzing (ur. 30 sierpnia 1660 w Limbach, zm. 17 sierpnia 1715 w Altenburgu) – królewsko-polski i elektorsko-saski szambelan. Wywodził się z saskiego rodu szlacheckiego Schmertzingów.